# Oncorhynchus formosanus
Oncorhynchus formosanus é uma espécie de peixe da família Salmonidae.
É endémica de Taiwan.